# Love Live!
Love Live! School idol project（日语：ラブライブ！ School idol project）是由日本動畫公司日昇、唱片公司Lantis及ACG月刊雜誌《電擊G's magazine》共同合作推出的读者参与活动，以及由此展开的多媒体企划。項目原案由公野櫻子設計，監督為京極尚彥，角色設計和插圖由室田雄平製作，總製作人則由齋藤滋擔任。

## 企劃概要

### Love Live! School idol project
「Love Live! School idol project」是由《電擊G's magazine》、音樂公司Lantis以及動畫製作公司日昇合同籌辦的企劃。企劃採用了比較特別的分業體制：故事的背景敘述和讀者參與的活動主要由《電擊G's magazine》雜誌進行，宣傳影片由日昇製作，而音樂CD則由Lantis推出發行。企劃在2010年初於雜誌上首先開始，由九位女聲優組成名為μ's的團體，並各有其對應虛擬角色形象，並於2010年8月13日發售首張單曲《我們的LIVE 與你的LIFE》。
《G's》雜誌在本企劃前也進行了很多讀者參與的企劃，但能夠實現動畫化和遊戲化的企劃則寥寥可數，故此企劃積極與讀者進行互動，並舉行了組合名稱募集、分隊編制投票和歌曲中心成員選舉等多項活動。2013年第一期動畫的播出一般被視為是「Love Live!」企劃人氣爆發的轉折點，動畫化後的唱片銷量比之前錄得了顯著上升，並帶動了Lantis的相關產品銷量，使其收入上升近四成，登上2014年排行榜第九名。同年推出智能手机遊戲《Love Live! 學園偶像祭》，使用者人數於2014年突破了1000萬人，2017年時達到4000萬。
在企劃開始時，「Love Live!」最初並沒有一個明確的故事背景，當時讀者對故事的認知只能從CD中收錄的廣播劇和《G's》雜誌上的簡短介紹等拼湊起來。直至後來漫畫和電視動畫開始連載播放後有一個清晰的故事背景，不過漫畫和電視動畫中的故事都會有稍微出入。在電視動畫中，女主角群為了音乃木坂學院的存續而組成學園偶像團體μ's並努力進行活動，並參加了名為Love Live!的學園偶像大會，最終獲得佳績。
CD內附有的DVD收錄的歌曲音樂影片同時採用了2D作畫和3DCG技術合成。由於聲優在現場演唱歌曲時需要按照音樂影片中的排位和編舞演出，而部分動作亦有一定難度，故為了能夠完全重現動畫中的情景，聲優都進行了比普通組合更密集的特訓。
企劃的一個特徵是基本上沒有男性角色，在電視動畫中也只有高坂穗乃果的父親以及矢澤妮可的弟弟矢澤虎太郎有少量登場機會，而且背景旁白、上述的男性角色登場人物中的所有配角均由女聲優配音，之後系列的動畫皆是如此。
本作品系列的支持者一般通稱為「LoveLiver」（ Raburaibā），或簡稱為「LLer」。

### Love Live! Sunshine!!
2015年2月26日《電擊G's magazine》發布一項名為“Love Live! Sunshine!!”的新項目和圖片，為一個女孩在海灘中央。此後2015年3月27日再次發布完整圖片，為不同於μ's的九個人在同一海灘中，並且公布9人的配音人員名單、宣布將於4月30日宣布項目詳情。4月30日正式確定策劃成立，並公開募集偶像團體名。於2015年6月28日公布結果，選入“Aqours”作為新策劃的偶像組合名字。
於2015年10月7日發行出道單曲，並於2016年1月11日niconico生放送中宣布該年夏季動畫化，後於2016年7月2日動畫正式放送。之後再2017年10月7日播放第二季。

### Love Live! 虹咲學園學園偶像同好會
在2017年3月30日，手機遊戲《Love Live! 學園偶像祭》運營方宣布啟動「Love Live! 學園偶像祭 PERFECT Dream Project」企劃，經過轉入生選舉及加入原創角色後，9人團隊「虹咲學園學園偶像同好會」及其聲優於同年9月21日正式對外發表；以虹咲為主角的新手遊《Love Live! 學園偶像祭 ALL STARS》經延期後在2019年9月正式發布。
「虹咲學園學園偶像同好會」有別於過往的μ's及Aqours，最初被視為僅為手遊而衍生的外傳團體，而非Love Live系列的正式團隊，官方甚至沒有將其動畫化的計劃。但經過各聲優以至支持者的努力，官方於2019年12月15日的首次專場演唱會上公布其電視動畫化決定，並於2020年10月正式播放。虹咲此後逐漸獲「認可」成為Love Live系列的第三支主團隊。電視動畫第二季於2022年4月播放、虹咲四格短編動畫、OVA及劇場版完結編三部曲當中的首部曲亦相繼播放。

### IKIZULIVE！ LOVE LIVE! BLUEBIRD
2025年2月2日《Love Live! Series Asia Tour 2024 伴你圓夢》橫濱公演Day.2當天，官方公佈一段名為『IKIZULIVE！ LOVELIVE! BLUEBIRD（イキヅライブ！ LOVELIVE! BLUEBIRD）』的簡短影片。4月15日當天開設本企劃的官方X。4月28日當天開設官方YT頻道，並公佈本企劃將會是以X跟YOUTUBE為主的企劃，另外公開10名成員的相關剪影。5月12日正式公開企劃PV，並同步公開10名成員的正式形象、名稱及聲優。
2025年6月17日為此企劃首次的生放送。

### 幻日夜羽 -鏡中暉光-
2022年6月26日官方在其网站、推特公布了名為的新项目，并在其YouTube频道发布了名为的通告影片，同時宣佈動畫化決定，於2023年動畫放送。

## 企劃相關作品

### 漫畫
《Love Live!》
於《電擊G's magazine》中連載。由2012年1月號至2014年5月號連載，之後於2014年6月號開始刊載在《電擊G's Comic》雜誌。
原作是公野櫻子、作畫是。繁體中文版由台灣角川代理发行。
| 冊數 | 角川          | 角川                   | 台灣角川      | 台灣角川               |
| 冊數 | 發行日期      | ISBN                   | 發行日期      | ISBN                   |
| ---- | ------------- | ---------------------- | ------------- | ---------------------- |
| 1    | 2012年9月27日 | ISBN 978-4-04-886936-2 | 2015年5月6日  | ISBN 978-986-366-458-1 |
| 2    | 2013年6月27日 | ISBN 978-4-04-891690-5 | 2015年5月27日 | ISBN 978-986-366-518-2 |
| 3    | 2014年5月27日 | ISBN 978-4-04-866595-7 | 2015年7月4日  | ISBN 978-986-366-575-5 |
| 4    | 2016年9月27日 | ISBN 978-4-04-865833-1 | 2017年8月28日 | ISBN 978-986-473-844-1 |
| 5    | 2017年5月27日 | ISBN 978-4-04-892852-6 | 2018年6月7日  | ISBN 978-957-564-262-4 |

《Love Live! School idol diary》
連載於《電擊G's Comic》雜誌。
| 冊數 | 中文標題                         | 角川          | 角川                   | 台灣角川       | 台灣角川               |
| 冊數 | 中文標題                         | 發行日期      | ISBN                   | 發行日期       | ISBN                   |
| ---- | -------------------------------- | ------------- | ---------------------- | -------------- | ---------------------- |
| 1    | ～穗乃果、琴梨、海未～           | 2014年9月27日 | ISBN 978-4-04-866890-3 | 2017年10月13日 | ISBN 978-986-366-824-4 |
| 2    | ～真姫、凛、花陽～               | 2015年2月27日 | ISBN 978-4-04-869295-3 | 2016年2月19日  | ISBN 978-986-366-949-4 |
| 3    | ～希、日香、繪里～               | 2015年8月27日 | ISBN 978-4-04-865317-6 | 2016年8月1日   | ISBN 978-957-564-568-7 |
| 4    | ～真姬、花陽、琴梨、海未、日香～ | 2017年3月27日 | ISBN 978-4-04-892849-6 | 2018年4月9日   | ISBN 978-957-564-170-2 |

《LoveLive! School idol diary 第二季》
2016年4月號起連載於《電擊G's Comic》雜誌。
| 冊數 | 標題            | 角川          | 角川                   | 台灣角川       | 台灣角川               |
| 冊數 | 標題            | 發行日期      | ISBN                   | 發行日期       | ISBN                   |
| ---- | --------------- | ------------- | ---------------------- | -------------- | ---------------------- |
| 1    | ～秋日學園祭♪～ | 2016年8月27日 | ISBN 978-4-04-892362-0 | 2017年10月13日 | ISBN 978-986-473-950-9 |
| 2    | ～μ's的暑假～   | 2017年3月27日 | ISBN 978-4-04-892850-2 | 2018年8月22日  | ISBN 978-957-564-374-4 |
| 3    | ～μ's的聖誕節～ | 2018年3月10日 | ISBN 978-4-04-893655-2 | 2018年11月22日 | ISBN 978-957-564-568-7 |
| 4    |                 | 2020年9月25日 | ISBN 978-4-04-913439-1 |                |                        |
| 5    |                 | 2020年9月25日 | ISBN 978-4-04-914017-0 |                |                        |

《LoveLive! School idol diary Special Edition》
以2016年4月號起連載於《電擊G's magazine》雜誌的〈Special Edition〉小說為原作改編。
| 冊數 | 角川          | 角川                   |
| 冊數 | 發行日期      | ISBN                   |
| ---- | ------------- | ---------------------- |
| 1    | 2020年2月25日 | ISBN 978-4-04-913056-0 |
| 2    | 2020年9月25日 | ISBN 978-4-04-913438-4 |
| 3    | 2021年5月27日 | ISBN 978-4-04-913795-8 |

### 小说
由公野櫻子撰寫，室田雄平、音乃夏、清瀨赤目繪製插画。主要内容为μ's成员9人的日记。
日文版由KADOKAWA ASCII Media Works出版；简体中文版（标题译作《Love Live! 校园偶像日记》）由天闻角川代理发行，浙江人民美术出版社出版；繁體中文版由台灣角川代理发行。
| 集數 | 日文標題 | 中文標題                                     | ASCII Media Works | ASCII Media Works      | 天闻角川      | 天闻角川               | 台灣角川       | 台灣角川               |
| 集數 | 日文標題 | 中文標題                                     | 發行日期          | ISBN                   | 發行日期      | ISBN                   | 發行日期       | ISBN                   |
| ---- | -------- | -------------------------------------------- | ----------------- | ---------------------- | ------------- | ---------------------- | -------------- | ---------------------- |
| 1    |          | Love Live! School idol diary ～高坂穗乃果～  | 2013年5月30日     | ISBN 978-4-04-891583-0 | 2015年5月5日  | ISBN 978-7-5340-4280-5 | 2015年8月6日   | ISBN 978-986-366-466-6 |
| 2    |          | Love Live! School idol diary ～園田海未～    | 2013年6月30日     | ISBN 978-4-04-891720-9 | 2015年5月5日  | ISBN 978-7-5340-4281-2 | 2015年8月6日   | ISBN 978-986-366-467-3 |
| 3    |          | Love Live! School idol diary ～南琴梨～      | 2013年7月30日     | ISBN 978-4-04-891721-6 | 2015年5月5日  | ISBN 978-7-5340-4305-5 | 2015年10月3日  | ISBN 978-986-366-503-8 |
| 4    |          | Love Live! School idol diary ～西木野真姬～  | 2013年8月30日     | ISBN 978-4-04-891722-3 | 2015年7月5日  | ISBN 978-7-5340-4343-7 | 2015年10月3日  | ISBN 978-986-366-504-5 |
| 5    |          | Love Live! School idol diary ～小泉花陽～    | 2013年9月30日     | ISBN 978-4-04-891723-0 | 2015年7月5日  | ISBN 978-7-5340-4342-0 | 2015年10月3日  | ISBN 978-986-366-505-2 |
| 6    |          | Love Live! School idol diary ～星空凜～      | 2013年11月30日    | ISBN 978-4-04-891724-7 | 2015年7月5日  | ISBN 978-7-5340-4344-4 | 2015年10月24日 | ISBN 978-986-366-700-1 |
| 7    |          | Love Live! School idol diary ～矢澤日香～    | 2013年12月27日    | ISBN 978-4-04-891725-4 | 2015年8月25日 | ISBN 978-7-5340-4407-6 | 2015年10月24日 | ISBN 978-986-366-701-8 |
| 8    |          | Love Live! School idol diary ～東條希～      | 2014年1月30日     | ISBN 978-4-04-891726-1 | 2015年8月25日 | ISBN 978-7-5340-4356-7 | 2015年12月25日 | ISBN 978-986-366-858-9 |
| 9    |          | Love Live! School idol diary ～絢瀨繪里～    | 2014年4月5日      | ISBN 978-4-04-891727-8 | 2015年8月25日 | ISBN 978-7-5340-4360-4 | 2015年12月25日 | ISBN 978-986-366-859-6 |
| 10   |          | Love Live! School idol diary ～μ's的暑假～   | 2014年8月30日     | ISBN 978-4-04-866758-6 | 2016年5月1日  | ISBN 978-7-5340-4861-6 | 2016年5月26日  | ISBN 978-986-473-024-7 |
| 11   |          | Love Live! School idol diary ～♪～           | 2014年10月28日    | ISBN 978-4-04-866818-7 | 2016年9月1日  | ISBN 978-7-5340-5220-0 | 2016年7月4日   | ISBN 978-986-473-148-0 |
| 12   |          | Love Live! School idol diary ～μ's的聖誕節～ | 2014年12月23日    | ISBN 978-4-04-866819-4 | 2016年12月1日 | ISBN 978-7-5340-5473-0 | 2016年8月11日  | ISBN 978-986-473-223-4 |
| 13   |          |                                              | 2019年5月30日     | ISBN 978-4-04-866820-0 |               |                        |                |                        |
| 14   |          |                                              | 2020年1月30日     | ISBN 978-4-04-866821-7 |               |                        |                |                        |

### 電視動畫及電影相關
第1期電視動畫於2013年1月起播出，收錄於藍光光碟的OVA於11月27日公佈，同年6月公佈將製作第2期動畫，並於2014年4月6日開始在TOKYO MX等日本電視台以及獲授權網站播出，至同年6月29日播放完畢。「Love Live!」系列動畫在讀賣新聞社主辦的2015年SUGOI JAPAN Award評選中獲得動畫部門第5名。
此外Love Live!也發行過OVA動畫作为第六张单曲《Music S.T.A.R.T!!》表題曲動畫短片的剧情部分，与该单曲同捆發售。前五张单曲的亦包含自己的表題曲動畫短片，但以OVA名义发售尚属首次。
在2014年6月播完電視動畫第二季時，官方同時公布了製作動畫劇場版的決定。命名为《Love Live! 學園偶像電影》，是由日昇製作、松竹株式會社發布。劇場版電影於2015年6月13日於全日本各院線正式公開上映，由群英社作為臺灣地區的劇場版代理商。
2016年4月，官方宣布《Love Live! Sunshine!!》将于同年夏季播出。之後於7月正式播出。第2期於2017年10月播出，並在12月30日當天所播出的最後一話結尾宣佈將推出全新動畫劇場版。後於3rd Live Tour第一天正式宣佈預定於2019年1月4日播出，標題為《Love Live! Sunshine!! 學園偶像電影～彩虹彼端～》。

### 音樂相關
《Love Live!》系列的CD皆由Lantis發行，內含單曲、專輯、Radio CD和BD特典等。從2010年8月25日發行首張單曲《我們的LIVE 與你的LIFE》開始，陸續以μ's、Aqours、虹咲學園學園偶像同好會、Liella!、蓮之空女學院學園偶像俱樂部及其衍生組合發行多張單曲及專輯，甚至精選專輯等；單曲方面，包含一般單曲以及電視動畫和電影的曲目，也有電子遊戲及異業合作相關的主題曲。專輯的部份，包含電視動畫原聲帶，以及單曲的精選，還有合作專輯等。Radio CD則收錄網路電台的相關內容。BD特典則為歷次發行的BD附贈CD。

### 精选辑
《Love Live!》除了上述以CD形式发行的歌曲精选辑外，还发行了影像精选辑。2016年8月26日，万代影视发行了《Love Live! μ's Live Collection》影像精选辑，内容为全部单曲的PV及电视动画和剧场版动画的插曲，另附有影像特典。

### 遊戲

#### 電子遊戲
《Love Live! 學園偶像祭》由KLab開發、武士道營運的智慧型手機節奏與冒險遊戲，於2013年4月15日於iOS首先推出，後於6月8日起逐步開放予Android的不同版本的平台。2014年5月12日，英文版開放全球各地區下載；同月22日，中文區代理商在上述兩個手機平臺推出繁體中文版，並於三周後推出簡體中文版。同年6月，韓文版亦在Android平台上開放下載，一週後於iOS App Store上架。遊戲在2014年12月8日已突破全球1000萬名使用者。2015年11月，官方宣布将推出该游戏的街机版本，於2016年12月6日发行。後於2023年3月31日全面停運。
《Love Live! 學園偶像祭2》為接續作，並於2023年4月15日正式啟動，後官方於2024年1月25日宣布於2024年3月31日全面停運。
《Love Live! 学园偶像天国》由Dingo Inc.开发、角川GAMES发行的一款音乐游戏，在PlayStation Vita平台运行。于2014年8月28日在日本发行。游戏依照官方小队共分为三个版本，即“vol.1 Printemps”、“vol.2 BiBi”和“vol.3 Lily White”，每个版本的曲目有所不同。
《Love Live! 學園偶像祭 ～after school ACTIVITY～》由武士道和史克威爾艾尼克斯共同開發，史克威爾艾尼克斯營運的街機節奏遊戲，於2016年12月6日起在日本各大遊戲店鋪營運。街機版除繼承了手機版的「卡片收藏和節奏音樂」的基本遊戲機制之外，還加入3DCG的演出動畫，以及列印實體卡片和讀取個人資料卡等機能。遊戲操作方式為實體按鍵，最高難度為「Challenge」難度。除單人模式外，也可於2至3名玩家合作進行遊戲。在街機版本停止營運後，推出家用主機板《Love Live! 學園偶像祭 ～after school ACTIVITY～ Wai-Wai! Home Meeting!!》。
《Love Live! 學園偶像祭 ALL STARS》在2018年宣佈推出，遊戲內容以「μ's」、「Aqours」、「虹咲學園學園偶像同好會」三團為主，並有3D動畫背景。其後推遲至2019年推出，至9月中開放iOS及Google Play下載預約，並於2019年9月26日上線。後於2023年6月30日全面停運。
《趴趴玩偶Love Live!》是由Pokelabo Inc.开发的一款消除类手机游戏，2018年4月24日於日本開始上線營運，已於2019年5月31日終止營運。
《幻日夜羽 -湛海耀光-》

#### 桌上型遊戲
《Love Live!桌遊 粉絲獲得♡學園偶像大作戰！》（日语：『ラブライブ！』ボードゲーム ファン獲得♡スクールアイドル大作戦！）由《电击G's magazine》于2015年9月25日宣布将《Love Live!》桌游化。游戏使用电视动画1期与2期的世界观，适合2至4人进行。玩家需要从μ's的成员中选取最大三人组成组合，并通过偶像的活动来获得粉丝数，卡牌共80张，再现了电视动画中出现的场景。游戏于2015年10月1日开始预订，预计2016年1月发售
《Love Live! 學園偶像收藏》（日语：ラブライブ！スクールアイドルコレクション）由KLab开发、武士道发行的卡牌游戏，于2016年3月18日开始发售。

### 廣播節目
《Love Live!》共有六個廣播節目，在NICONICO動畫網站上有、等網路電視廣播，均已播放完畢。以及在Lantis網路電臺上已播畢的。還有Lisani！TV上已播畢的音樂情報節目。以及文化放送的無線電廣播節目，亦已完結。
《Love Live! Sunshine!!》目前推出了网络广播节目，现正播出中。另外还在Lisani！TV推出了以介绍动画内容为主的。

### 合作
- 遊戲《神明與命運革命的悖論》（2013年1月24日發售），由μ's全員出演。
- 神田明神在日本電視動畫《Love Live!》中，神田神社直接出現且成為了主角群之一的東條希兼職擔任巫女的打工地點，該神社和其正前方的階梯《明神男坂》，也因此成為了該動漫支持者心目中的「聖地」。而神社方面也和《Love Live!》官方進行合作進行宣傳，指定以東條希為神社官方二次元代表人物，並且已經發售了東條希繪馬、護身符等周邊。2014年12月31日，在Love Live!官方的萬代頻道直播的特別節目「ラブライブ！2014年ありがとう忘年會～μ'sと過ごす大晦日SP～より」（Love Live! 2014感謝忘年會）中，正式宣布了2015年將會與神田明神合作，參與神田明神兩年一度的大祭典神田祭。且2015年適逢神田明神搬遷至今址400周年紀念，將會進行比以往更盛大的慶祝活動。[53]
- 2016年1月，《Love Live!》官方宣布与VOCALOID旗下角色初音未来合作，并推出“Love Live! SNOW MIKU 2016”相关周边[54][55]。
- 在《Love Live! Sunshine!!》的故事舞台——日本静冈县沼津市，当地政府及相关业者与企劃进行了一系列合作，“圣地巡游”也带动了当地旅游业的发展。据2016年9月的统计，当地游客数量较半年前增长了近7倍[56]。

## 社會影響及相關事件

### 支持者文化
日本有不少演艺界名人是「Love Live!」的支持者，當中包括男性聲優島崎信長、Kis-My-Ft2的宮田俊哉、女性播音員松澤千晶、搞笑藝人克氏原螯蝦和平井善之等。而《Love Live!》於2014年4月左右迅速在中文地區走紅，其人气、快速增加的狂热粉丝、话题的广泛，再加磕头跪拜的行为（見下文），让人感觉粉丝活动近乎失控，因此《Love Live!》在中文世界戲稱「邪教」，愛好者之間還產生「LL神教」、「LL大法好」、「aji人」、“拉拉人”、“LoveLiver”等次文化習語。

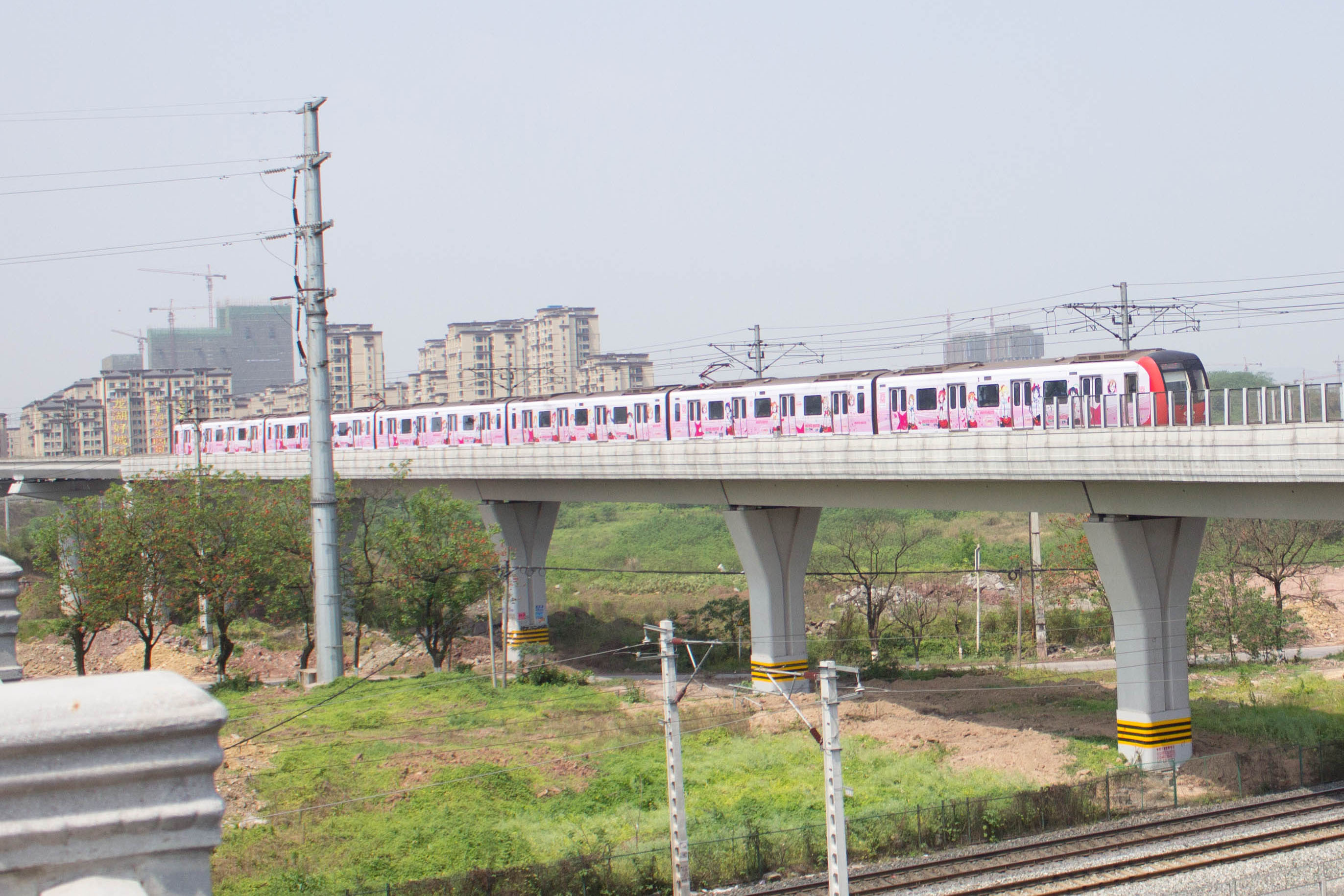
重庆轨道交通1号线Love Live!涂装列车从驶向

第十二届中国国际数码互动娱乐展览会（ChinaJoy）在上海开展時，盛大和美娱两家企业包下上海地铁2号线的207号列车，將其中一面塗上「Love Live!」涂装（另一面為鎖鏈戰記），使上海地铁2号线成為中國大陸首條有二次元「痛列车」的地鐵線路。2014年7月26日、31日在上海地铁2号线内，当這列列车驶进站后，有几名男性动漫迷当场“下跪膜拜”（即日語「土下座」）。这類事件引发网络上非动漫迷和动漫迷的爭議。地铁运营方表示，这种下跪膜拜现象会影响地铁的运营秩序。外界曾推測“痛列车”有可能因此被雪藏（事实是，被痛的207车原本就是上海地铁的一辆常备车），不過上海地铁於7月31日向澎湃新闻表示，列车运营至8月中下旬后才会把广告移除。
除了上海的「痛列車」以外，四川省成都市在同年8月舉行次文化活動時也有巴士貼上Love Live!廣告，並同樣有支持者在車前跪拜。類似情況也曾在南韓首爾地鐵2號線出現。
2015年3月29日起，重庆地铁1号线同样上线一列Love Live!痛车，当天引起至少6人跪拜，更发生一名手持三脚架的乘客（据称此人为《艦隊Collection》玩家）向其中一名跪拜者泼水的事件。此事件传到Twitter，引发全球网友讨论。
有民眾認為“跪拜”行為太夸张，一些動漫迷也認為這會造成漫迷和非漫迷之間的隔閡。一名復旦大學社会学系教授亦稱行為需要纠正。但也有動漫迷認為這種現象在日本並不少見，只是中國大陸可能暫時無法接受。上海大学社会学系教授顾骏認為只要不為旁人帶來不便，跪拜動漫人物本身沒有甚麼問題，因為「老一辈的人可以跪拜菩萨、树或其他图腾，年轻人也可以有他们的追求。」《實話BUNKA超忌語》（実話BUNKA超タブー）在6月號雜誌批評《Love Live!》支持者，稱「良好市民在街上看見LoveLiver時或許應該報警舉報」，並把LoveLiver放在《2015噁心粉絲排行榜》第一名。此舉引來大批支持者經Twitter和電話攻擊雜誌編輯部。

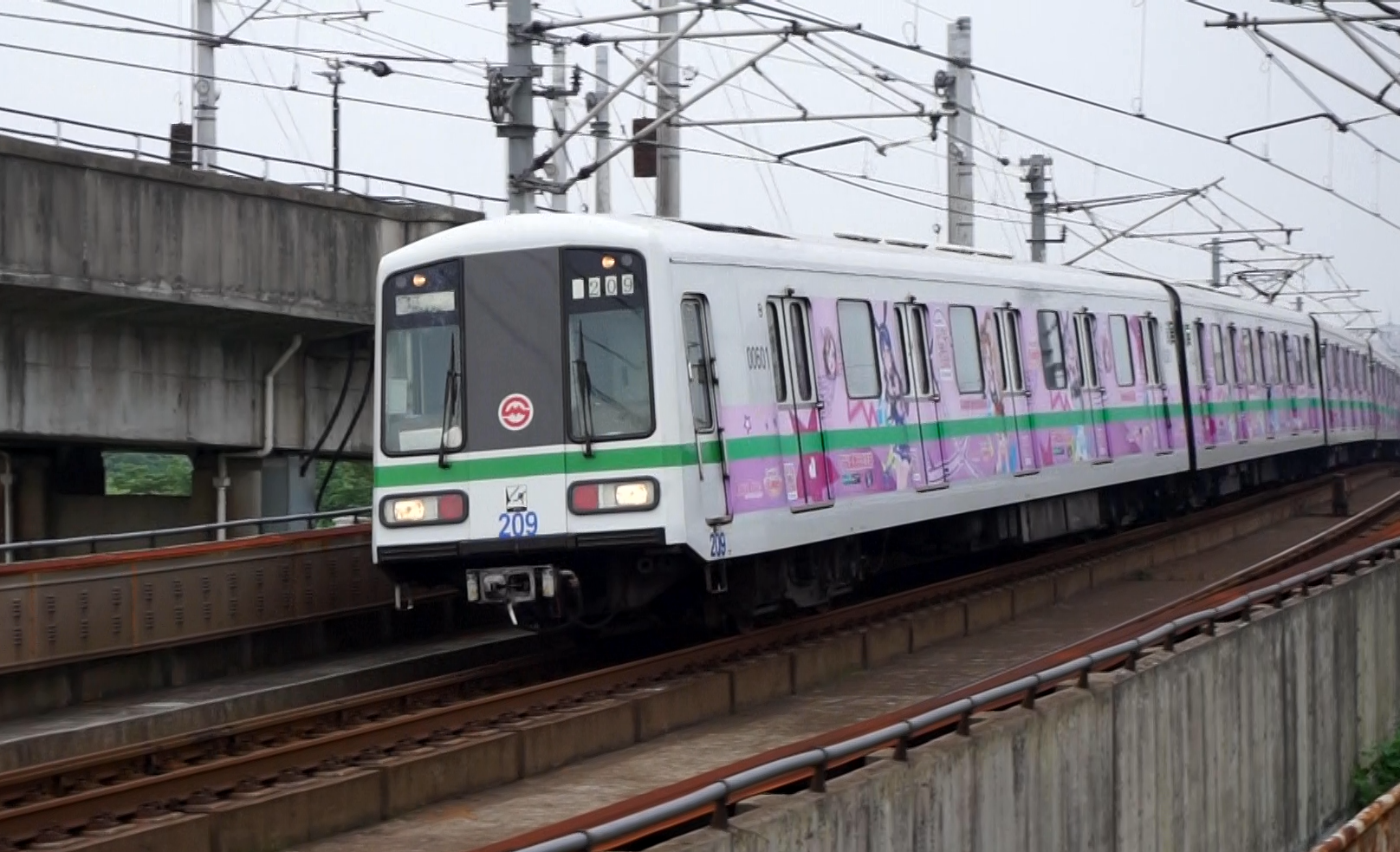
上海地铁2号线Love Live!涂装列车在－区间

2016年7月至8月，上海地铁2号线的209号列车以及人民广场站三角换乘大厅中的广告再次被盛大和美娱包下用作宣传新版本。但直至广告移除时也没有在网络上出现任何关于跪拜的传闻，粉丝多以拍照摄像为主。

### 神田明神
神田明神（正式名稱為神田神社）名列东京十社，供奉着负责神田、日本橋、秋葉原、大手町、丸之内、神田市場、築地魚市場的总氏神（土地神的意思）。在《Love Live!》動畫中，神田神社直接出现且成为东条希的打工地点，該神社因此成为LoveLiver心目中的「圣地」。而神田神社方面也为《Love Live!》大力宣传，甚至指明东条希为神田神社官方偶像，并且已经发售东条希繪馬、護身符等周边。

### 毆鬥事件
5th Live的第二天發生毆鬥事件。事源於μ's成員小泉花陽的聲優久保由利香，按工作人員的指示向台下抛灑巧克力。有部分觀眾在拿到巧克力時，便遭到周圍的其他觀眾搶奪，甚至還出現圍毆的情況，有觀眾因此受傷。

### 琴木梟
於2016年11月推出的3DS遊戲《精靈寶可夢 太陽·月亮》，任天堂官網在推出前公佈了當代初始寶可夢的資料，其中草系寶可夢木木梟外形及配色跟南小鳥十分相似，因而被網友戲稱為南梟鳥（南小鳥的諧音）。日本某些改圖專家甚至把兩者惡搞成「琴木梟」（ことモク），由「訓練家」－高坂穗乃果所持有。另一方面，女主角的長相與佐倉綾音極為相似。

### Love Live!打吡
2022年，日丙足球隊沼津青藍被日本足球協會要求提高場地照明度，否則將會退出職業聯賽。球隊為了籌款3000萬日元改善球場照明系統，宣布跟Love Live!Sunshine!!合作，推出週邊產品和球衣，所得收入作為修改照明的資金，降級危機過去後仍維持合作關係，作為沼津市宣傳觀光的一部分。其後在2023年，已宣佈降級日丙的日乙足球隊金澤薩維根宣佈跟故事背景同為金澤的Love Live! 蓮之空女學院學園偶像俱樂部 合作。2024年，兩隊足球隊將在日丙碰頭，兩隊球隊和Love Live!官方宣布兩隊的比賽稱為Love Live!打吡。

## 注解
1. ↑  從Love Live! Sunshine!!企畫衍生的動畫幻日夜羽 -鏡中暉光-除外，該作有少量有露臉、有對白的男性（包括兒童、少年及成人）非主役角色，亦有少量男聲優參與
2. ↑  此外，SCHOOL IDOL MUSICAL的真人版劇集亦有少量男性非主役角色，畢竟在真實生活中完全沒有男性的情景並不現實。
3. ↑  日文雖有一詞，但並未被用來稱《Love Live!》，即使偶現該用法，通常也只是描述《Love Live!》在中國流行的情況。
4. ↑  此語源自法輪功宣傳語「法輪大法好」，但早在《Love Live!》聞名之前，就已出現「××大法好」一用語。
5. ↑  語本「垃圾人」，「垃圾」中國大陸音lāji（ㄌㄚ ㄐㄧ˙），去掉首字母即是「aji人」，通常用於嘲諷《Love Live! 學園偶像祭》遊戲的課金狂人或自嘲。
6. ↑  痛即pain，和paint（繪）諧音。
7. ↑  该数字根据当天数篇微博统计而得。
8. ↑  此遊戲系列讓玩家進行選擇的三隻寶可夢，又稱御三家，分別為火、水、草三種屬性。

## 外部連結
- Love Live!系列入口網站 （页面存档备份，存于）（日語）
- Love Live!官網 （页面存档备份，存于）（μ's）（日語）
- Love Live! Sunshine!!官網 （页面存档备份，存于）（Aqours）（日語）
- Love Live! 虹咲學園學園偶像同好會官網 （页面存档备份，存于）（虹咲學園學園偶像同好會）（日語）
- Love Live! Superstar!!官網 （页面存档备份，存于）（Liella!）（日語）
- Love Live! 蓮之空女學院學園偶像俱樂部官網 （页面存档备份，存于）（蓮之空女學院學園偶像俱樂部）（日語）
- IKIZULIVE！ LOVE LIVE! BLUEBIRD官網 （页面存档备份，存于） （日語）
- 幻日夜羽官網 （页面存档备份，存于）（日語）
- SCHOOL IDOL MUSICAL官網 （页面存档备份，存于）（日語）
- Love Live! SCHOOL IDOL MUSICAL the DRAMA官網 （页面存档备份，存于） （日語）
- Love Live!網路電台「LoveLive部 廣播課外活動 ～日香凜花陽～」（日語）
- Love Live!網路電台「LoveLive部 μ's廣報部 ～日香凜花陽～」 （页面存档备份，存于）（日語）
- Love Live!的X（前Twitter）（日語）
- 幻日のヨハネ的X（前Twitter）（日語）
- Love Live!群英社中文官网 （页面存档备份，存于）（中文）